# Luís Augusto Osório Romão
Luís Augusto Osório Romão (nacido el 20 de noviembre de 1983) es un futbolista brasileño que se desempeña como centrocampista.
Jugó para clubes como el Santos, Paysandu, Yokohama FC, Oita Trinita y Albirex Niigata.

## Trayectoria

### Clubes
| Club            | País   | Año  |
| --------------- | ------ | ---- |
| Santos          | Brasil | 2004 |
| Paysandu        | Brasil | 2005 |
| Yokohama FC     | Japón  | 2006 |
| Oita Trinita    | Japón  | 2007 |
| Albirex Niigata | Japón  | 2008 |
| Comercial       | Brasil | 2012 |
| Guarany         | Brasil | 2012 |
| Brasiliense     | Brasil | 2013 |